# Дуайер, Патрик
Патрик Дуайер (англ. Patrick Dwyer; 22 июня 1983, Спокан, Вашингтон, США) — профессиональный американский хоккеист, известный по выступлениям за команду Национальной хоккейной лиги «Каролина Харрикейнз». Амплуа — нападающий.
За свою карьеру выступал в таких клубах как «Чикаго Вулвз» и «Олбани Ривер Рэтс», с сезона 2010/2011 является игроком клуба «Каролина Харрикейнз». В 2015 году стал игроком шведского клуба МОДО.